# Thrombozytenarmes Plasma
Thrombozytenarmes Plasma (auch plättchenarmes Plasma oder PPP) ist eine Fraktion des Blutes. Thrombozytenarmes Plasma enthält weniger als 10.000 Thrombozyten (Blutplättchen) pro µl und wird für die Herstellung zahlreicher Blutprodukte, wie gefrorenes Frischplasma (GFP) und Kryopräzipitat, genutzt. Darüber hinaus wird thrombozytenarmes Plasma analytisch in der Labordiagnostik genutzt. Das im Rahmen der Gewinnung des thrombozytenreichen Plasmas mit Hilfe der Plasmapherese als Nebenprodukt anfallende thrombozytenarme Plasma hingegen wird üblicherweise dem Spender zusammen mit den Erythrozyten rücktransfundiert.

## Herstellung
Thrombozytenarmes Plasma kann beispielsweise mit Hilfe der Plasmapherese aus autologem Patientenvollblut hergestellt werden. Hierbei wird das Vollblut mit Hilfe der Zentrifugalkraft aufgrund ihres unterschiedlichen spezifischen Gewichts schichtweise in die Bestandteile Erythrozyten, thrombozytenarmes Plasma und thrombozytenreiches Plasma getrennt.